# Glostorps socken
Glostorps socken i Skåne ingick i Oxie härad, uppgick 1967 i Malmö stad och området ingår sedan 1971 i Malmö kommun, från 2016 inom Oxie distrikt.
Socknens areal är 10,98 kvadratkilometer varav 10,92 land. År 1948 fanns här 636 invånare. En del av Malmö inom stadsdelen Oxie med delområdet och kyrkbyn Glostorp med sockenkyrkan Glostorps kyrka samt bostadsområdet Käglinge ligger i socknen. 

## Administrativ historik
Socknen har medeltida ursprung.
Vid kommunreformen 1862 övergick socknens ansvar för de kyrkliga frågorna till Glostorps församling och för de borgerliga frågorna bildades Glostorps landskommun. Landskommunen uppgick 1952 i Oxie landskommun som uppgick 1967 i Malmö stad som ombildades 1971 till Malmö kommun. Församlingen uppgick 1983 i Oxie församling. 
1 januari 2016 inrättades distriktet Oxie, med samma omfattning som Oxie församling hade 1999/2000 och fick 1983, och vari detta sockenområde ingår.
Socknen har tillhört län, fögderier, tingslag och domsagor enligt vad som beskrivs i artikeln Oxie härad. De indelta soldaterna tillhörde Skånska dragonregementet.

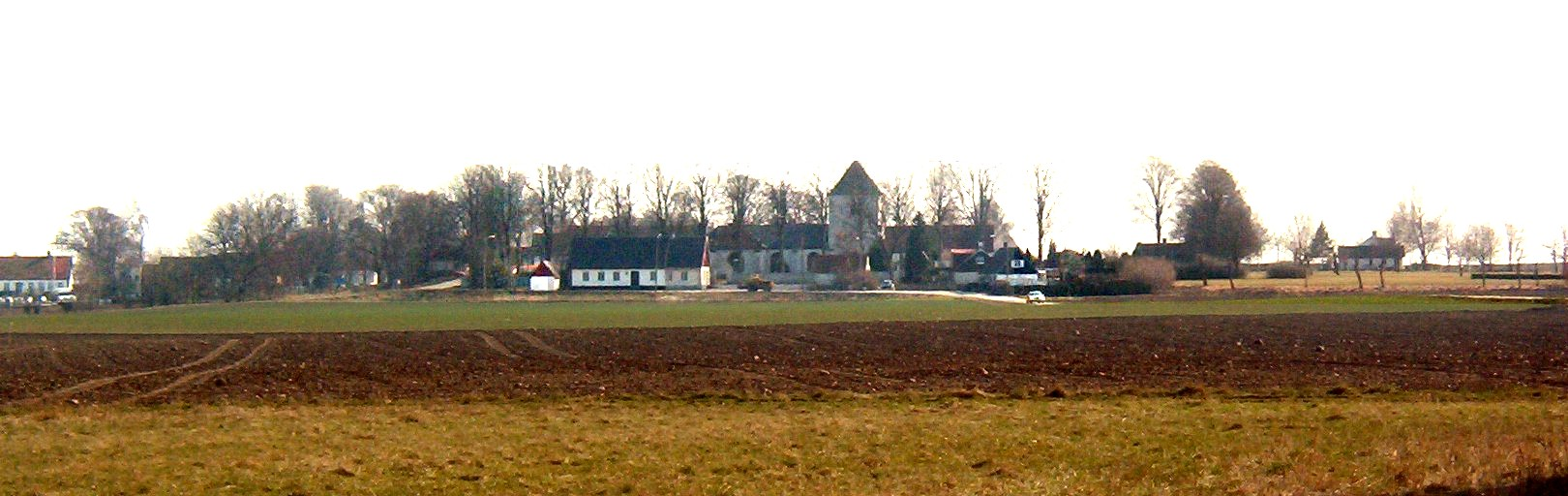
Vy mot Glostorps kyrkby från norr

## Geografi
Glostorps socken ligger i sydöstra Malmö. Socknen är en slättbygd på Söderslätt, i öster något kuperad, och en  odlingsbygd nu delvis tätbebyggd.

## Fornlämningar
Sex boplatser och lösfynd från stenåldern är funna. Från bronsåldern finns en gravhög bevarad. Från järnåldern finns boplatser.

## Namnet
Namnet skrevs i slutet av 1300-talet Glosthorp och kommer från kyrkbyn. Efterleden är torp, 'nybygge'. Förleden kanske innehåller mansnamnet Glop..